# Jan Brandborn
Jan Erwin Brandborn, född 30 juni 1938 i Gödelövs församling i Lunds kommun, Malmöhus län, död 11 juni 2023 i Ängelholms distrikt, var en svensk ämbetsman och civilingenjör.
Brandborn var generaldirektör för Trafiksäkerhetsverket 1986–1988, Banverket 1988–1995 och Vägverket 1995–2001. Brandborn var Banverkets första generaldirektör, dessförinnan var det en del av Statens Järnvägar.
Jan Brandborn är far till pokerteoretikern Ola Brandborn.